# Stěbořice
Stěbořice település Csehországban, a Opavai járásban. Stěbořice Slavkov, Opava, Holasovice, Velké Heraltice, Neplachovice, Dolní Životice és Jezdkovice településekkel határos. Lakosainak száma 1452 fő (2024. január 1.).

## Népesség
A település lakosságának változását az alábbi diagram mutatja:
| Lakosok száma | 1148 | 1348 | 1274 | 1190 | 1281 | 1310 | 1454 | 1480 | 1463 | 1452 |
|               | 1869 | 1890 | 1921 | 1950 | 1980 | 2001 | 2017 | 2019 | 2022 | 2024 |